# Burgstall Oswaldberg
Der Burgstall Oswaldberg ist eine abgegangene mittelalterliche Höhenburg auf 460 m ü. NHN etwa 500 bis 700 Meter westsüdwestlich der Kirche von Altdorf im Landkreis Landshut in Bayern.
Heute ist der Burgstall als Bodendenkmal D-2-7438-0075 „Burgstall des Mittelalters“ vom Bayerischen Landesamt für Denkmalpflege erfasst.

## Beschreibung
Die Burgstallanlage auf dem Oswaldberg ist zweiteilig. Es handelt sich zum einen um einen steilgeböschten Burgkegel mit einer Plattform von 20 m im Durchmesser. Dieses Kernwerk ist nach der östlichen Spornspitze durch einen Halsgraben vom Vorwerk abgetrennt. Die nach Westen ansteigende und mäßig gewölbte Vorburg weist künstlich gesteilte Randböschungen auf. Sie hat die Ausmaße von 160 m in Ost-West-Richtung und 100 m in Nord-Süd-Richtung. Bei einer Angrabung wurden Knochen und mittelalterliche Scherben gefunden, die in die Prähistorische Staatssammlung nach München verbracht wurden.